# Hydronymie

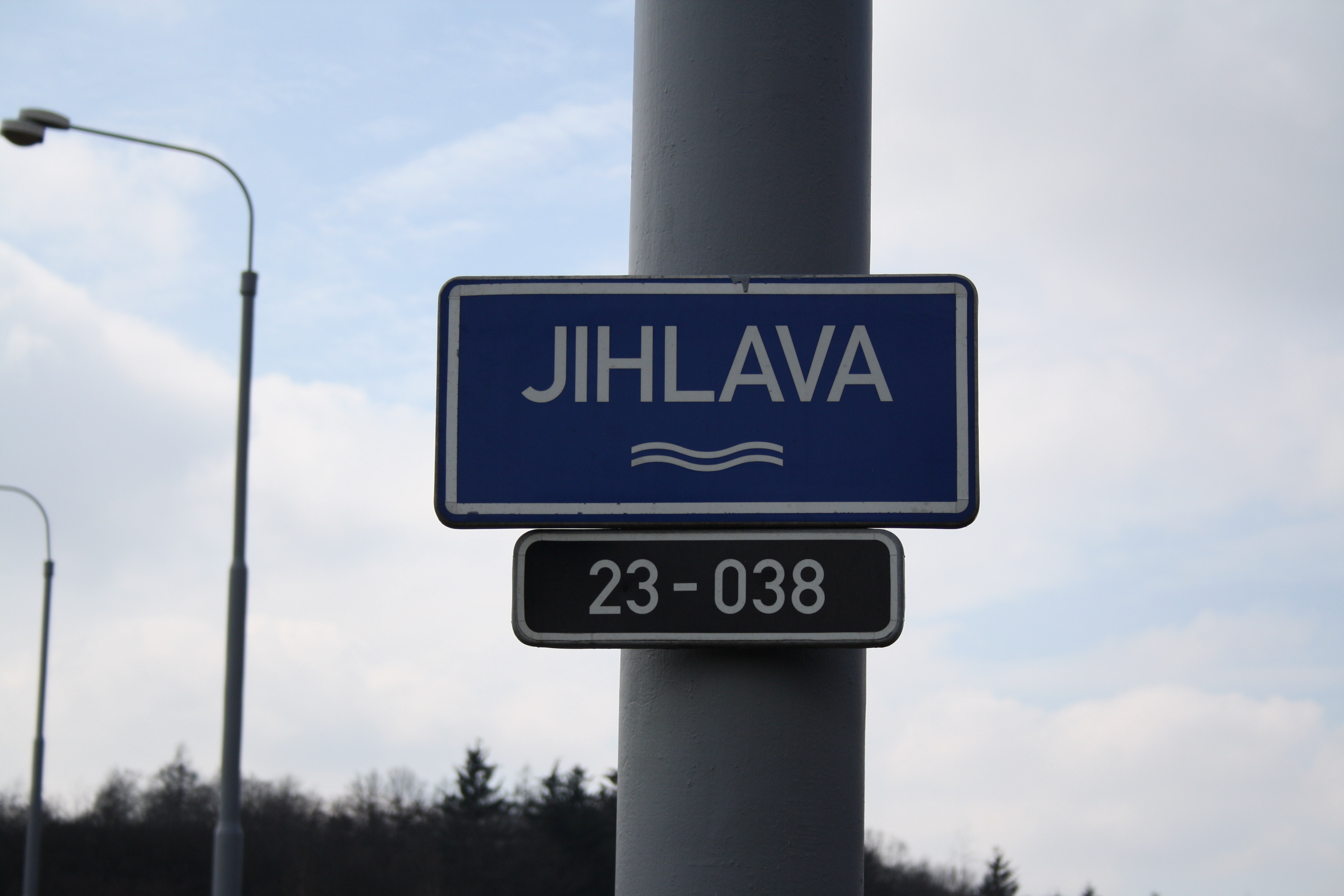
Panneau de signalisation routière indiquant la rivière Jihlava à Třebíč en Tchéquie.

L'hydronymie, du grec ancien ὕδωρ / hýdôr, « eau », et ὄνυμα / ónyma (variante de ὄνομα / ónoma), « nom », est la science et l'étude des hydronymes ou noms de cours d'eau et d'étendues d'eau (mers, golfes, lacs, etc.).
Elle se consacre à la recherche de leur étymologie et de leur signification, en se basant sur les transformations intervenues dans les formes anciennes du nom au fil des siècles, celles mentionnées ou attestées dans divers textes et documents du passé. Avec la toponymie (étude des noms de lieux), l'odonymie (étude des noms des voies de communication),  l'anthroponymie (étude des noms de personnes) et l'oronymie (étude des noms de reliefs), elle fait partie de l'onomastique (étude des noms propres), elle-même branche de la linguistique historique. On l'inclut souvent avec l'oronymie dans le cadre plus large de la toponymie qui étudie les noms de lieux en géographie, alors qu'elle reste bien distincte de l'anthroponymie.[pas clair]